# Amalafrida
Amalafrida (* um 460; † um 525) war die Schwester des Ostgotenkönigs Theoderich des Großen.
Bald nach dem Tod ihres ersten Gemahls wurde Amalafrida im Jahr 500 in zweiter Ehe mit dem Vandalenkönig Thrasamund verheiratet, als dieser ein Bündnis mit Theoderich schloss. Beide Ehepartner waren Arianer. Wahrscheinlich von ihrem ersten Mann hatte Amalafrida ihren Sohn Theodahad und ihre Tochter Amalaberga. Diese beiden Kinder blieben in Italien zurück, als sich Amalafrida in Begleitung von 6.000 gotischen Kriegern, die sie vom Ostgotenkönig erhalten hatte, zu ihrem zweiten Gemahl nach Nordafrika begab. Zu ihrer reichen Mitgift gehörte auch die sizilianische Hafenstadt Lilybaeum.
Nach Thrasamunds Tod im Jahr 523 floh Amalafrida vor dessen Nachfolger Hilderich, der sie aber gefangen nehmen, anfangs inhaftieren und um 525 zusammen mit ihrem gotischen Gefolge umbringen ließ. Vermutlich hatte Hilderich in ihr eine Gefahr erblickt, da er mit Theoderich gebrochen hatte und vom Arianismus abgekehrt war.
Amalafridas Tochter Amalaberga war um 510 die Gemahlin des Thüringerkönigs Herminafried geworden. Ihr Sohn Theodahad war als letzter männlicher Nachkomme der Amaler von 534 bis 536 ostgotischer König.